# Distretto di Bellavista (Piura)
Il distretto di Bellavista è uno degli otto distretti della provincia di Sullana, in Perù. Si trova nella regione di Piura e si estende su una superficie di 3,09 chilometri quadrati.

Istituito il 9 novembre 1954, ha per capitale la città di Bellavista; nel censimento 2005 si contava una popolazione di 35.908 unità.